# 七道沟遗址
七道沟遗址，位于中国吉林省临江六道沟镇七道沟村，为一个省级文物保护单位，类型为古遗址，公布时间为2007年5月31日。该文物保护单位由临江市文管所管理。
七道沟遗址的历史年代为唐代。